# Mituvos slėnis žemiau Paulių
Mituvos slėnis žemiau Paulių este o arie protejată (sit de importanță comunitară — SCI) din Lituania întinsă pe o suprafață de 148 ha, integral pe uscat.

## Localizare
Centrul sitului Mituvos slėnis žemiau Paulių este situat la coordonatele 55°10′54″N 23°01′26″E / 55.1817°N 23.0239°E.

## Înființare
Situl Mituvos slėnis žemiau Paulių a fost declarat sit de importanță comunitară în august 2008 pentru a proteja un număr necunoscut de specii din flora spontană și fauna sălbatică aflate în arealul zonei.

## Biodiversitate
Situată în ecoregiunea boreală, aria protejată conține 5 habitate naturale: Pajiști uscate seminaturale și facies de acoperire cu tufișuri pe substraturi calcaroase (Festuco-Brometalia) (* situri importante pentru orhidee), Pajiști fino-scandinave uscate până la mezice, bogate în specii de altitudine mică, Liziere de ierburi înalte hidrofile de câmpie și de nivel montan până la alpin, Pajiști aluvionare boreale nordice, Păduri pe pante, grohotișuri și ravene de Tilio-Acerion.
La baza desemnării sitului se află un număr nedeclarat de specii protejate.